# Celso Furtado

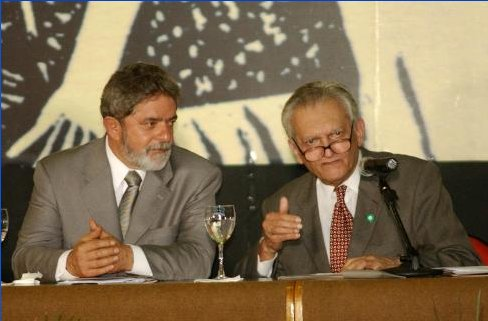
Celso Furtado (rechts) 2004 mit Präsident Luiz Inácio Lula da Silva

Celso Furtado (* 26. Juli 1920 in Pombal (Paraíba); † 20. November 2004 in Copacabana (Rio de Janeiro)) war ein brasilianischer Wirtschaftswissenschaftler. Furtado war Ökonom bei der Wirtschaftskommission für Lateinamerika und die Karibik, wo er in den 1950er Jahren neben dem Argentinier Raúl Prebisch an der Ausarbeitung einer strukturalistischen Wirtschaftstheorie beteiligt war. Später beschäftigte er sich als Ökonomieprofessor u. a. an der Pariser Sorbonne vor allem mit lateinamerikanischer Wirtschaftsgeschichte. In zwei brasilianischen Regierungen hatte er Ministerposten inne. Celso Furtado gilt als einer der bedeutendsten brasilianischen Intellektuellen des 20. Jahrhunderts.

## Leben und Werk
Celso Furtado wurde in Pombal im nordöstlichen brasilianischen Staat Paraíba geboren. Furtado zog 1939 nach Rio de Janeiro, wo er Rechtswissenschaften studierte und sein Studium 1944 an der Universidade Federal do Rio de Janeiro (UFRJ) abschloss. Danach kämpfte er bei den brasilianischen Streitkräften zur Unterstützung der Alliierten in Italien. An der Sorbonne promovierte er ab 1946 über die Ökonomie Brasiliens zur Kolonialzeit.
1949 wurde er von Raúl Prebisch zur neu begründeten Wirtschaftskommission für Lateinamerika und die Karibik (CEPAL) in Santiago de Chile geholt. An der CEPAL entwickelten Furtado und Prebisch ein wirtschaftspolitisches Programm für die industrielle Entwicklung Lateinamerikas auf Grundlage der von ihnen begründeten strukturalistischer Wirtschaftstheorie.
1959 kehrte er nach Brasilien zurück und wurde Direktor der Brasilianischen Entwicklungsbank. In dieser Zeit veröffentlichte er eine umfassende Abhandlung über die Brasilianische Wirtschaftsgeschichte (Formação Econômica do Brasil). Zur Entwicklung strukturschwacher Regionen im Nordosten Brasiliens konzipierte er die Regierungsagentur Superintendencia de Desarrollo del Nordeste (Sudene), als deren erster Direktor er von dem brasilianischen Präsidenten Juscelino Kubitschek (1956–1961) ernannt wurde. João Goulart (1961–1964) ernannte Furtado zum Planungsminister. Während seiner entwicklungspolitischen Tätigkeit wandelten sich Furtados Ansichten, der nunmehr das Scheitern des keynesianisch beeinflussten Strukturalismus der CEPAL feststellte und dies auf eine Vernachlässigung der internen sozialen Differenzen in den Entwicklungsländern zurückführte. Furtado gilt insofern auch als ein Vertreter der Dependenztheorie, wobei er aber die internen Faktoren für Entwicklungshindernisse betonte.
Furtado war 1964 an der Gründung der internationalen Organisation Konferenz der Vereinten Nationen für Handel und Entwicklung (UNCTAD) beteiligt. Im selben Jahr ging er wegen des Militärputsches ins Exil. Er wurde als Professor erst nach Yale, dann an die Sorbonne, nach Paris, berufen. Später kehrte er nach Brasilien zurück und wurde Botschafter bei der EG in Brüssel (1985–1986). Unter dem Präsidenten José Sarney (1985–1990) wurde er wieder Minister in einer brasilianischen Regierung, diesmal für das Kulturressort.
1997 wurde Celso Furtado Mitglied der Academia Brasileira de Letras, Sitz 11.
Kurz vor seinem Tod 2004 wurde Celso Furtado als lateinamerikanischer Kandidat für den Wirtschaftsnobelpreis nominiert.

## Ausgewählte Werke
- Formação econômica do Brasil. RJ, Fundo de Cultura, 1959.
- A economia latino-americana. SP, Editora Nacional, 1976.
- Criatividade e dependência na civilização industrial. RJ, Paz e Terra, 1978.
- Obra autobiográfica de Celso Furtado, 3 vol., ed. de Rosa Freire d'Aguiar. SP, Paz e Terra, 1997.
- O capitalismo global. SP, Paz e Terra, 1998.

## Belege
1. ↑  Bianca Többe Gonçalves: „Entwicklungstheorie: von der Modernisierung zum Antimodernismus.“ LIT Verlag Münster, 2005, ISBN 3-8258-8922-X, S. 58.

| Vorgänger       | Amt                                               | Nachfolger                 |
| --------------- | ------------------------------------------------- | -------------------------- |
| Aluísio Pimenta | Kulturminister 14. Februar 1986 bis 28. Juli 1988 | Hugo Napoleão do Rego Neto |

| Personendaten    | Personendaten                                |
| ---------------- | -------------------------------------------- |
| NAME             | Furtado, Celso                               |
| ALTERNATIVNAMEN  | Furtado, Celso Monteiro (vollständiger Name) |
| KURZBESCHREIBUNG | brasilianischer Ökonom und Diplomat          |
| GEBURTSDATUM     | 26. Juli 1920                                |
| GEBURTSORT       | Pombal                                       |
| STERBEDATUM      | 20. November 2004                            |
| STERBEORT        | Rio de Janeiro                               |